# Playa de Bens
La playa de Bens o Cala de Bens está situada en Bens, en el límite con el ayuntamiento de Arteijo, en la ciudad de La Coruña (Galicia, España). Es muy poco utilizada, dada la cercanía a la misma de la refinería, la EDAR y la planta de residuos de Nostián.
Está compuesta por arena y grava, rodeada de acantilados. Sus dimensiones aproximadas son 60 metros de longitud por 40 metros de ancho. Es una playa ventosa con oleaje fuerte y de baja ocupación.
Dispone de fácil acceso a pie con acceso para minusválidos y aparcamiento. Se puede llegar a ella a través de la línea de autobús 6A.
Es la primera playa canina en la ciudad de La Coruña. Su habilitación oficial se produjo en abril del 2023 y tiene la consideración durante todo el año. Antes de que fuese playa canina únicamente se permitía la estancia de perros desde el 1 de octubre al 31 de mayo.

## Contaminación y vertidos
En los alrededores de la playa se encuentra la EDAR de Bens, la Refinería de La Coruña, la planta de tratamiento de residuos de Nostián y una caseta de bombas de aguas fecales del ayuntamiento de Arteijo. La playa fue utilizada como vertedero de la ciudad hasta que se construyó el vertedero de Bens en la década de los setenta.
La playa de Bens ha sufrido contaminación de vertidos durante mucho tiempo.
En 2005, se vertieron en la playa más de 1000 litros de gasóleo procedentes de la Refinería de Coruña, a través del Río Napal, un pequeño riachuelo que desemboca en Bens.
En 2006, la playa sufrió un vertido de basura procedente de la red de saneamiento de Arteijo.
En 2013 se produjo un vertido procedente de la EDAR en las inmediaciones de la playa, bloqueando el paseo entre el Portiño y la playa de Bens.